# Rata (Fluss)
Die Rata (ukrainisch: Рата) ist ein linker Zufluss des Bug in der Ukraine.

## Geografie
Der rund 76 km lange Fluss entspringt in dem Dorf Werchrata (Gmina Horyniec-Zdrój) im Roztocze in der polnischen Woiwodschaft Karpatenvorland, quert hinter Prusie die Grenze zur Ukraine, fließt dann nach Osten ab, zunächst an der Kleinstadt Rawa-Ruska vorbei, später durch die Kleinstadt Welyki Mosty, wendet sich dort nach Nordosten und mündet schließlich südlich von Tscherwonohrad in den Bug.
Das Einzugsgebiet wird mit 1760 km² angegeben.